# Spoorlijn Høng - Tølløse
De spoorlijn Høng - Tølløse (Deens: Tølløsebanen) is een lokaalspoorlijn tussen de plaatsen Høng en Tølløse in Seeland in Denemarken.

## Geschiedenis
De lijn is aangelegd door de Høng-Tølløse Jernbane (HTJ) en geopend in 1901.
In 1969 besloot de DSB om de onrendabele spoorlijn tussen Slagelse en Værslev te sluiten voor personenverkeer. Met de HTJ werd een overeenstemming bereikt waarna de HTJ haar treinen uit Tølløse kon laten doorrijden naar Slagelse. Reeds voor die tijd reden al enkele treinen van de HTJ door naar Slagelse.

## Huidige toestand
Door fusies wijzigde de naam van de vervoerder in 2003 in Vestsjællands Lokalbaner (VL) en in 2009 in Regionstog (RT).